# Erik De Beck
Erik De Beck  (Merelbeke, 6 juni 1951) is een Belgische voormalige atleet. Hij behoorde in de jaren zeventig tot de wereldtop van het veldlopen. Hij werd wereldkampioen in 1974, veroverde twee Belgische titels in het veldlopen en één op de 10.000 m.

## Biografie

### Interesse voor het veldlopen
De Beck zette zijn eerste passen als atleet bij KAA Gent, waar hij zich uitsluitend in de wintermaanden bij het veldlopen manifesteerde, want voor de baanatletiek had hij geen belangstelling. In die tijd oefende de populaire Cross van Le Soir, vernoemd naar het Brusselse dagblad dat deze jaarlijkse veldloop organiseerde, een grote aantrekkingskracht uit op de Belgische jeugd.
De eerste keer dat De Beck de aandacht trok was dan ook in deze massacross, toen hij in 1967 bij de scholieren als elfde finishte, vlak achter de als negende geëindigde Nederlander Jos Hermens.

### Kampioen bij de junioren
In 1969 begon zijn ster te rijzen, toen hij op de nationale kampioenschappen veldlopen bij de scholieren tweede werd achter Willy Van Laer. Een jaar later, bij zijn overgang naar de junioren, werd De Beck voor het eerst Belgisch kampioen veldlopen in deze categorie en veroverde hij in Vichy de bronzen medaille bij de junioren in de landencross, de voorloper van het huidige wereldkampioenschap.
In 1970 stelde hij met een vijfde plaats bij de junioren tijdens de Belgische kampioenschap veldlopen teleur, maar behaalde hij wel vijf andere crossoverwinningen en eindigde hij bij de Landencross in San Sebastian als elfde. Ook manifesteerde hij zich in dat jaar voor het eerst, zij het sporadisch, op enkele baanwedstrijden op de 3000 m steeple en de 5000 m.

### Stormachtige overgang
Zijn overgang naar de senioren in 1971 verliep stormachtig. Erik De Beck voegde zeven individuele veldloopoverwinningen toe aan zijn palmares en werd achter Gaston Roelants en Willy Polleunis derde bij de Belgische kampioenschappen veldlopen. In de jaarlijkse Landencross, die dit keer in Cambridge plaatsvond, finishte hij achter winnaar Gaston Roelants als tweede Belg als zevende. Hier liet hij voor het eerst zijn oog vallen op Joske Van Santberghe, die dat jaar Belgisch kampioene veldlopen was geworden en in Cambridge vierde werd bij de vrouwen.
Het jaar 1972 stond vooral in het teken van het huwelijk tussen Erik De Beck en Joske Van Santberghe, die elkaar in november van dat jaar in Kortenberg het jawoord gaven. In 1973 werd dit jawoord door het kerkelijk huwelijk bekrachtigd en werd op sportief gebied Erik vierde bij de nationale titelstrijd, terwijl zijn echtgenote opnieuw Belgisch kampioene veldlopen werd. Door ziekte geveld werd hij vervolgens in de Landencross in Waregem slechts achttiende. Eind 1973 stapte De Beck over naar Daring Club Leuven, de club van zijn echtgenote.

### Kampioen bij de senioren
In 1974 werd De Beck voor het eerst Belgisch kampioen en behaalde hij het grootste succes uit zijn carrière: in Monza veroverde hij de wereldtitel. Hij eindigde voor de Spanjaard Mariano Haro en Karel Lismont. Daarbij had hij ook een belangrijke bijdrage aan een nieuwe Belgische overwinning in het landenklassement. In 1977 in Düsseldorf werd hij achttiende individueel en eerste in het landenklassement.

## Kampioenschappen

### Internationale kampioenschappen
| Onderdeel | Titel               | Jaar             |
| --------- | ------------------- | ---------------- |
| veldlopen | wereldkampioen      | 1974             |
| veldlopen | landenklassement WK | 1973, 1974, 1977 |

### Belgische kampioenschappen
| Onderdeel | Jaar       |
| --------- | ---------- |
| 10.000 m  | 1983       |
| veldlopen | 1974, 1976 |

## Persoonlijk record
| Onderdeel | Prestatie | Datum            | Plaats  |
| --------- | --------- | ---------------- | ------- |
| 10.000 m  | 28.40,40  | 27 augustus 1980 | Koblenz |

## Palmares

### 10.000 m
- 1983:  BK AC - 29.42,56

### veldlopen
- 1973: 18e WK in Waregem ( in het landenklassement)
- 1974:  BK in Waregem
- 1974:  WK in Monza ( in het landenklassement)
- 1976:  BK in Waregem
- 1976: 49e WK in Chepstow
- 1977: 18e WK in Düsseldorf ( in het landenklassement)
- 1978: 26e WK in Glasgow
- 1979:  BK
- 1979: 26e WK in Limerick
- 1981:  BK
- 1981: 64e WK in Madrid
- 1982:  BK
- 1982: 17e WK in Rome
- 1983:  BK
- 1983: 17e WK in Gateshead
- 1987: 73e WK in Warschau